# Piedra (Kolorado)
Piedra – jednostka osadnicza w Stanach Zjednoczonych, w stanie Kolorado, w hrabstwie Hinsdale.